# ГЕС Мріка (Судірман)
ГЕС Мріка (Судірман) — гідроелектростанція в Індонезії у центральній частині острова Ява. Використовує ресурс із річки Serayu, яка стікає з вододільного хребта на південь та впадає до Індійського океану.
У межах проекту річку в кінці 1980-х років перекрили кам'яно-накидною греблею висотою 110 метрів та довжиною 880 метрів (разом з бічними дамбами довжина сягає 5 км). Вона утворила водосховище з площею поверхні 8 км2 та первісним об'ємом 148 млн м3, при цьому за період до 2006 року внаслідок надходження великої кількості осаду загальний об'єм водойми скоротився на 75 млн м3.
Через напірний тунель завдовжки 0,57 км ресурс зі сховища надходить до машинного залу, обладнаного трьома турбінами типу Френсіс потужністю по 60,3 МВт, які працюють при напорі у 89 метрів.
Видача продукції відбувається по ЛЕП, розрахованій на роботу під напругою 150 кВ.